# Spiegel (Novelle)
Spiegel (chinesisch 镜子, Pinyin jìngzi) ist eine Science-Fiction-Novelle des chinesischen Schriftstellers Liu Cixin, zuerst veröffentlicht in Science Fiction World (chinesisch 科幻世界, Pinyin kēhuàn shìjiè) in Chengdu in der Provinz Sichuan im Jahr 2004. Am 9. Oktober 2017 erschien die Novelle in deutscher Übersetzung von Marc Hermann beim Heyne Verlag. Die Novelle erschien ebenfalls in der Sammlung Hold Up the Sky, herausgegeben von Head of Zeus/Ad Astra im Oktober 2020 und später ebenfalls von Subterranean Press (als To Hold Up the Sky) im Jahr 2021.

## Handlung
Song Cheng sitzt wegen des Mordes an der Nachtclubtänzerin Luoluo zu Unrecht im Gefängnis. Luoluo hatte Suizid mithilfe von entzündetem Propan in einem verschlossenen Auto begangen und davor kurz bei der Polizei angerufen, um Song Cheng als angeblichen Mörder zu nennen. Bei ihrer gemeinsamen Nacht hatte er sich bei ihr mit AIDS angesteckt. Song Cheng bekommt Besuch von Bai Bing, welcher die Wahrheit kennt. Der schnelle Fortschritt der Stringtheorie erlaubte zum einen den Bau extrem leistungsfähiger Superstringcomputer und zum anderen die genaue Beschreibung der Singularität, aus welcher das Universum während des Urknalls entstand. Bai Bing probierte die möglichen Anfangsparameter durch und konnte dadurch das gesamte Universum selbst simulieren. Dadurch ließ sich neben dem Selbstmord von Luoluo auch die Geschichte der Menschheit beobachten, etwa haben der Trojanische Krieg und die Reise von Marco Polo nie wirklich stattgefunden. Ein beteiligter Polizist begeht Suizid nach Kenntnis dieser alles verändernden Technologie. Song Cheng kommt frei und fragt nach der Simulation der Zukunft, jedoch ist Bai Bing dazu nicht in der Lage, da der Superstringcomputer sich schließlich im von ihm simulierten Universum ebenfalls wieder befindet, also daher die eigenen Simulation vorab simulieren müsste. Kurze Zeit später gelingt Bai Bing jedoch die Simulation der weit entfernten Zukunft. In dreißigtausend Jahren wird die Menschheit durch die weite Nutzung der Technologie aussterben und bis zu ihrem letzten Tag einen „Nick Kristoff“ als dessen Erfinder verehren. Schockiert wollen Bai Bing und Song Cheng alles geheim halten, doch gerade einmal fünf Monate später findet Nick Kristoff die Ausgangsparameter für die Simulation des eigenen Universums.

## Auszeichnung
Die Kurzgeschichte gewann den Galaxy Award im Jahr 2004.

## Kritik
Laut diezukunft.de „zeigt Liu, dass er nicht nur atemberaubende galaktische Panoramen malen, sondern auch feine Skizzen der chinesischen Gesellschaft zeichnen kann. Und sein Umgang mit exotischen Theoremen aus Naturwissenschaft und Computertechnik ist wie immer tadellos“. Dadurch sei die Novelle „ein kleines, feines Meisterwerk“.
Paul Di Filippo schreibt im Locus Magazine, dass das Konzept einer kompletten Simulation des gesamten Kosmos innerhalb eines Supercomputers nur eine der abwechslungsreichen Wendungen von Liu Cixin sei („the concept of running a one-for-one model of the entire cosmos inside a super-computer is just one of Liu’s insightful twists“). Sich in der Handlung mit der Korruption von chinesischen Offizieren zu beschäftigen sei ein thematischer Schlag, insofern beim Lesen die absolute Transparenz dabei präsentiert wird („basing the plot on corruption among Chinese officials adds a thematic punch, insofar as the viewer represents the attainment of absolute transparency“).
Nicole Beck schreibt in Strange Horizons, dass die Kurzgeschichte die Stärken von Liu Cixin deutlich hervorhebt, zu denen spannendes Tempo, Drehungen und Wendungen sowie Intrigen in der Regierung und menschliche Zerbrechlichkeit gehören („highlights Liu's strengths more clearly: suspenseful pacing, twists and turns, governmental intrigue, human fragility“). Dabei erinnert dies wieder an das zurückkehrende Thema (siehe ihre Kritik zu Contraction), dass Wissen eine Macht ist und womöglich sogar eine transzendente. („The reader is reminded of Liu’s recurring theme that knowledge is power—and possibly even a transcendent power at that.“)